# Brightoil petroleum
Pour les articles homonymes, voir BP.
Brightoil Petroleum est une compagnie pétrolière basée à Hong Kong. Elle est classée à la 1988e place du classement The World's Biggest Public Companies. Son PDG se nomme Pak-Keung Yung.

## Chiffres concernant l'entreprise
- Nombre d'employés : 290 (2014)
- Chiffre d'affaires : 11,5 milliards $ (2014)
- Bénéfices : 79 millions $ (2014)
- Fonds propres : 3,9 milliards $ (2014)
- Capitalisation boursière : 3,0 milliards $ (2014)